# Joseph Ryan (canottiere)
Julian Aube Ryan, detto Joseph (Brooklyn, 23 novembre 1879 – Milton, 30 aprile 1972), è stato un canottiere statunitense.
Ryan partecipò ai Giochi olimpici di Saint Louis 1904 con la squadra Seawanhaka Boat Club nella gara di due senza, in cui conquistò la medaglia d'oro. Il suo compagno di coppia fu Robert Farnan.

## Palmarès
In carriera ha conseguito i seguenti risultati:
- Giochi olimpici

St. Louis 1904: oro nel due senza.